# Orchestra sinfonica della radio finlandese
L'Orchestra sinfonica della radio finlandese (Finlandese: Radion sinfoniaorkesteri, Svedese: Radions symfoniorkester), nota anche con l'acronimo RSO, è e l'orchestra della Radiotelevisione di stato finlandese YLE, con sede a Helsinki. L'orchestra tiene principalmente concerti presso l'Helsinki Music Center. I finanziamenti principali provengono dai canoni televisivi della popolazione finlandese.

## Storia
Il gruppo fu fondato nel 1927 come Radio Orchestra con dieci musicisti, con Erkki Linko come primo direttore. Sebbene non abbia mai avuto il titolo di direttore principale, Linko rimase unito all'orchestra fino al 1952. Toivo Haapanen divenne il primo direttore d'orchestra nel 1929 e ricoprì la carica fino alla sua morte nel 1950. L'orchestra eseguì principalmente concerti in studio per la prima parte della sua storia. Fino alla seconda guerra mondiale, l'orchestra aveva dato solo 20 concerti pubblici, con musicisti freelance per rinforzare le file.
Dopo la seconda guerra mondiale, con il nuovo direttore generale Hella Wuolijoki insediato, il personale dell'orchestra si espanse a 50 musicisti. Nel settembre del 1947, l'orchestra iniziò una serie di "Concerti del martedì" presso il municipio di Helsinki. Nel 1953 il personale crebbe fino a 67 musicisti nel 1953. Il secondo direttore d'orchestra, Nils-Eric Fougstedt, prestò servizio dal 1950 fino alla sua morte nel 1961 ed ampliò il repertorio dell'orchestra. Il terzo direttore principale, Paavo Berglund, era stato un violinista nell'orchestra dieci anni prima della sua entrata nel 1961 come direttore principale. Il gruppo era cresciuto fino a 90 membri negli anni '70, divenendo un'orchestra sinfonica completa.
Jukka-Pekka Saraste, direttore d'orchestra dal 1987 al 2001, è ora il direttore onorario dell'orchestra. Sakari Oramo è stato direttore principale dal 2003 al 2012, dopo essere stato in precedenza primo violino dell'orchestra. Nel dicembre 2010 l'orchestra annunciò la nomina di Hannu Lintu come ottavo direttore principale, a partire dalla stagione 2013-2014, con un contratto iniziale di 3 anni. Lintu ha ricoperto il titolo di direttore ospite principale durante la stagione 2012-2013. Nell'aprile 2016 l'orchestra annunciò l'estensione del contratto di Lintu come direttore principale fino al 2021.

## Registrazioni
La discografia dell'orchestra comprende, oltre alla musica di Jean Sibelius, musiche di altri compositori finlandesi come Paavo Heininen, Joonas Kokkonen,Magnus Lindberg e Aarre Merikanto. Hanno anche registrato il repertorio di compositori non finlandesi, come le sinfonie di Gustav Mahler e Carl Nielsen e la musica di Béla Bartók.

## Direttori principali

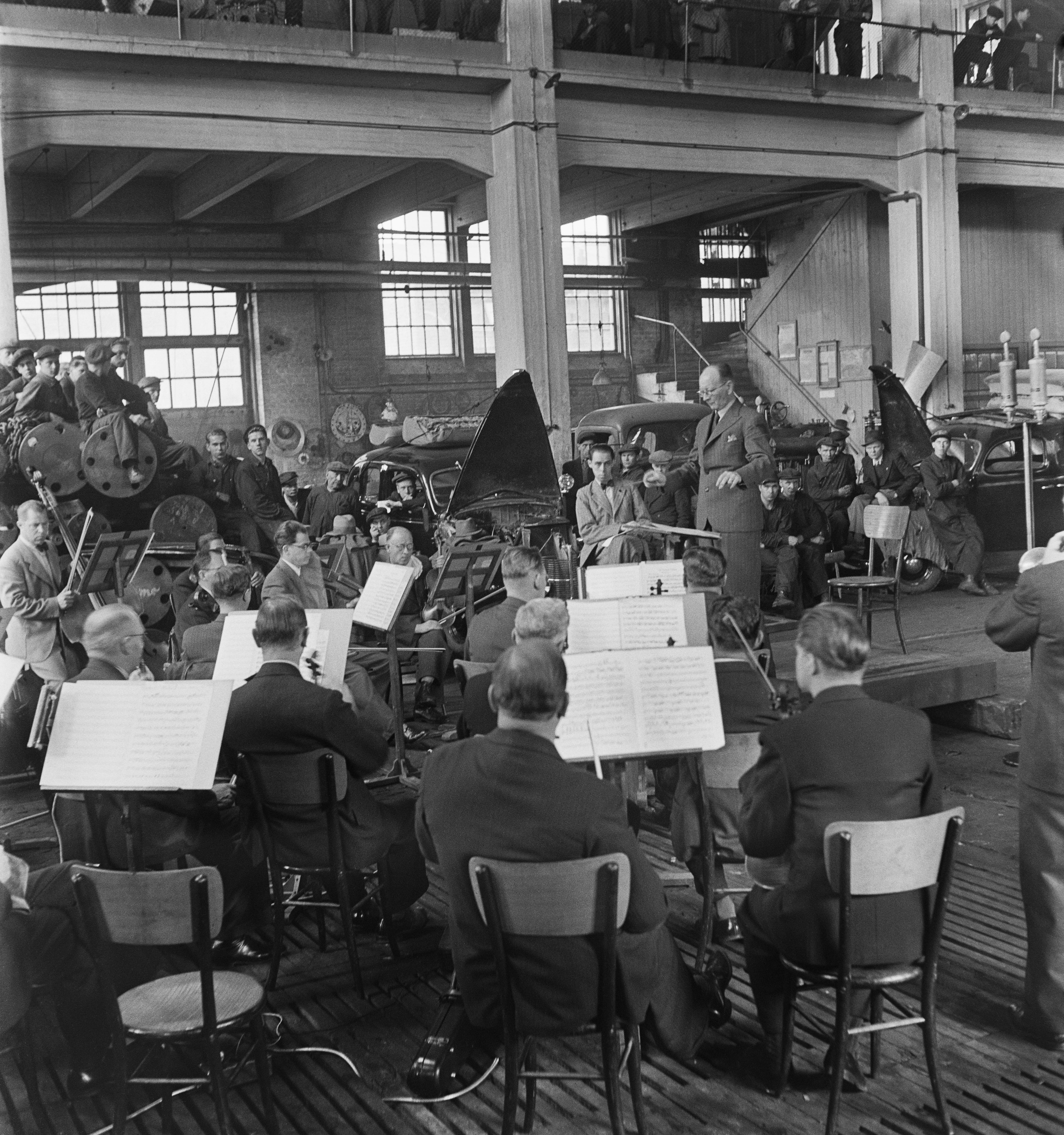
Toivo Haapanen conducting the orchestra at the Wärtsilä Hietalahti shipyard in Helsinki, 1945

- Toivo Haapanen (1929-1950)
- Nils-Eric Fougstedt (1950–1961)
- Paavo Berglund (1962–1971)
- Okko Kamu (1971–1977)
- Leif Segerstam (1977–1987)
- Jukka-Pekka Saraste (1987–2001)
- Sakari Oramo (2003–2012)
- Hannu Lintu (2013–present)